# Benny Mardones
Benny Mardones (9. listopadu 1946, Cleveland, Ohio, USA – 29. června 2020, Menifee, Kalifornie) byl americký zpěvák.
Narodil se v Clevelandu, jeho otec byl Chilan, který se nedlouho po jeho narození vrátil do Chile a Mardones jej tak viděl jen několikrát. Své první album s názvem Thank God for Girls vydal v roce 1978 a jeho producentem byl Andrew Loog Oldham. Později vydal řadu dalších alb. Úspěchu získal roku 1980 se singlem „Into the Night“, který se umístil na jedenácté příčce americké hitparády. V roce 2000 mu byla diagnostikována Parkinsonova nemoc, navzdory tomu však pokračoval v koncertování.